# Kristen Radukanowa
Kristen Radukanowa (bulgarisch Кристен Радуканова, englisch Kristen Radukanova; * 1. Februar 2000) ist eine bulgarische Leichtathletin, die sich auf den Sprint spezialisiert hat.

## Sportliche Laufbahn
Erste internationale Erfahrungen sammelte Kristen Radukanowa im Jahr 2023, als sie bei der 2. Liga der Team-Europameisterschaft im Rahmen der Europaspiele in Chorzów in 23,68 s den dritten Platz im B-Lauf über 200 Meter belegte und mit der bulgarischen 4-mal-100-Meter-Staffel mit 45,32 s auf Rang fünf gelangte. Anschließend belegte sie bei den Balkan-Meisterschaften in Kraljevo in 11,78 s den siebten Platz im 100-Meter-Lauf und gelangte über 200 Meter mit 23,65 s auf den sechsten Platz im B-Lauf. Im Jahr darauf belegte sie bei den Balkan-Hallenmeisterschaften in Istanbul in 7,54 s den achten Platz im 60-Meter-Lauf. Ende Mai belegte sie bei den Balkan-Meisterschaften in Izmir in 11,67 s den achten Platz über 100 Meter und gelangte über 200 Meter mit 24,24 s auf Rang sieben. 2025 belegte sie bei den Balkan-Hallenmeisterschaften in Belgrad in 7,44 s den sechsten Platz über 60 Meter. Ende Juni wurde sie bei der 2. Liga der Team-Europameisterschaft in Maribor in 23,55 s Zweite im B-Lauf über 200 Meter und gelangte mit der Staffel mit 45,21 s auf Rang sechs im B-Lauf. Anschließend belegte sie bei den Balkan-Meisterschaften in Volos in 11,65 s den siebten Platz über 100 Meter und wurde in 23,70 s Vierte im A-Lauf über 200 Meter.
In den Jahren von 2023 bis 2025 wurde Radukanowa bulgarische Meisterin im 100- und 200-Meter-Lauf sowie in der 4-mal-100- und 4-mal-400-Meter-Staffel. 2024 wurde sie Hallenmeisterin über 60 und 200 Meter sowie 2025 über 200 Meter und in der 4-mal-400-Meter-Staffel.

## Persönliche Bestleistungen
- 100 Meter: 11,53 s (+0,5 m/s), 13. Juli 2024 in Plowdiw
  - 60 Meter (Halle): 7,38 s, 17. Februar 2024 in Sofia
- 200 Meter: 23,55 s (0,0 m/s), 29. Juni 2025 in Maribor
  - 200 Meter (Halle): 23,86 s, 23. Februar 2025 in Sofia